# 밥 서겟
밥 새것(영어: Bob Saget, 영어 발음: /ˈsæɡət/, 1956년 5월 17일 ~ 2022년 1월 9일)은 미국의 스탠드업 코미디언, 배우, 감독, 텔레비전 진행자이다.

## 작품 목록

### 영화 연출
- 못말리는 해결사 (1998, Dirty Work)
- 펭귄들의 익살극 (2007) - 각본, 제작, 출연 겸임

### 영화 출연
- Full Moon High (1981)
- 가짜 의사 대소동 (1987, Critical Condition)
- To Grandmother's House We Go (1992)
- 투 트러블 (1998) - 크레디트 미기재
- 덤 앤 더머: 해리가 로이드를 만났을 때 (2003)
- 뉴욕 미니트 (2004) - 카메오 출연
- The Aristocrats (2005) - 다큐멘터리
- 펭귄들의 익살극 (2007) - 각본, 연출, 제작 겸임
- The Comedy Club (2021) - 다큐멘터리

### 텔레비전 출연
- 풀 하우스 (1987-95)
- 아메리카 퍼니스트 홈 비디오 (1989-97) - 본인/진행
- The Late Late Show with Craig Kilborn (2003-04) - 본인
- 허프 (2004)
- 내가 그녀를 만났을 때 (2005-14)
- 더 레이트 레이트 쇼 위드 크레이그 퍼거슨 (2006-15) - 본인
- Up Close with Carrie Keagan (2008) - 본인
- 풀러 하우스 (2016-20, Fuller House)